# Светлая обитель странников бездомных
Акафист Пресвятой Богородице «Светлой Обители странников бездомных» (Акаѳистъ Пресвятой Богородицѣ «Свѣтлой Обители странниковъ бездомныхъ») — образец русского православного зарубежного литургического творчества в традиции византийской гимнографии акафиста.

## История
Автор — митрофорный протоиерей Георгий Спасский, главный священник Черноморской эскадры в Ведомстве военного духовенства, участник Первой мировой и Гражданской войн, деятель русской Белой эмиграции, настоятель гарнизонного храма Морского кадетского корпуса в честь святителя Павла Исповедника в форте Джебель-Кебир, инициатор приходов Александра Невского в Бизерте и Воскресения Христова в Тунисе.
В 1920 году в результате Крымской эвакуации из Севастополя, через Константинополь Русская эскадра прибыла на французскую военно-морскую базу в Средиземноморье в Бизерту, Тунис. Здесь был создан храм в честь святителя Павла Исповедника, с которым связана история появления особой иконы и Акафиста.

### Икона Богородицы «Радость странным»
Иконография этого образа отразила духовную и материальную реальность русских беженцев, устремлявшихся к Защитнице бездомных странников:

мысль о ней возникла на эскадре, где кто-то видел сон — Божию Матерь, как покровительницу странников — беженцев. Отец Георгий захотел запечатлеть этот религиозный момент, и одна художница, жившая в Корпусе, написала икону — Богородицу в лучах среди наших кораблей и беженских лагерей— Кнорринг Н. Воспоминания об о. Георгие // Спасский Георгий, протоиерей. Воспоминания. — Париж. — С. 86.

### Акафист
Георгий Спасский инициировал распространение практики этого акафиста, ставшего одним из первых образцов продолжения в зарубежной реальности традиционного русского церковного гимнографического творчества.

Очень прошу всех петь! Всех! — громко говорит о. Георгий, направляясь к аналою, — Сегодня мы будем молиться Царице Небесной. Прошу всех петь… — И вот начинается акафист… Все, у кого есть голос и у кого его нет, — поют стройно, просто, без выучки, спевшись за годы акафистов… Как драгоценные камни — переливаются лучезарные, дивные акафистные величания, славословия и моления. Рвутся в высь души в страстной, всё больное сжигающей, сердце и душу опаляющей, молитве. Как часто на этих акафистах слёзы, на глазах у самого о. Георгия, в его проникновенном голосе. Как далеко здесь земля с её ужасом и грязью. Как близки в этот час небеса!— Дьякова Е.С.  // Спасский Георгий, протоиерей. Воспоминания. Париж. с. 71-72.

Радуйся, Светлая Обитель странникам бездомным!" — Есть особенные чудесные слова, которые заключают в себе одновременно полноту духовного и материального значения и своим звуком вводят нас вовнутрь этого смысла… как бы распахивая врата его. Обитель — это понятие, включающее в себя мысль и чувство о доме и родине; это место и конкретное и отвлечённое, где мы не чувствуем себя одинокими и чужими, где мы у себя, дома, где наша родина не территориально, но духовно, оживает в полноте переживаний, где мы не одни, чтобы страдать и радоваться, где Святое, Незримое Присутствие небесным кровом простирается над нами… — «Радуйся Светлая Обитель! Странникам бездомным!» Отзвучало последнее слово, поднялась осеняющая крестом благословляющая пастырская рука о. Георгия, но молитвы всё ещё вырываются из переполненных сердец странников «бездомных» и благодатные созвучия, как родные спутники, провожают их во мраке чужого города. Потухающие огни лампад и свечей храма чудесно вспыхивают в их сердцах, мерцая сиянием надежды. Есть дом, есть родина, есть Святая Обитель, дающая покров бездомным душам! Странники бездомные, спешите… Спешите в дом Пресвятой Богородицы! Там после давящей пустоты… мы найдём покой, покров нашей скитающейся душе, мы найдём необъятное пространство для наших скорбей и святую целебную тишину для ран нашего сердца. Святая незримая рука — рукою Своего верного служителя, нашего доброго пастыря… и через живительную любовь к земной родине нашей… приведёт… в небесную родину…— Е.А.М. Воспоминания об о. Георгие // Спасский Георгий, протоиерей. Воспоминания. Париж. с. 134.
Переехав в Париж, Спасский принёс туда и распространил в русской среде пение Акафиста.

## Публикация
Первоначальный текст в рукописных списках начал распространяться из Бизерты по всему русскому зарубежью.
Первым печатным изданием стал выпуск на Пряшевской Руси в 1930-е годы в Монастыре Преподобного Иова Почаевского в Ладомировой. Брошюра украшена иллюстрацией, изображающей поясную фигуру Божией Матери без младенца, с распростёртыми руками, окружённую херувимами, парящими на облаках. Прежде изготовления отдельного оттиска, этот акафист вышел в приложении к «Православному церковному календарю на 1933 год»
Второе издание:

Сей акафист в рукописи распространяется среди русских беженцев. В надежде, что приближается время помилования и в сознании, что теперь особенно нужно усилить молитву за бедствующих, редакция решила сделать сей акафист, через напечатание его, общедоступным каждому русскому для домашнего молитвенного употребления— Акаѳистъ «Свѣтлой Обители странниковъ бездомныхъ» // Православный церковный календарь на 1933 год. Владимирова (ЧСР): Русская Церковная типография преп. Иова Почаевского, 1932
Третье издание — перепечатка: Акаѳистъ «Свѣтлой Обители странниковъ бездомныхъ». Мюнхен: Изданіе РПЦЗ, 1964.

## Текст Акафиста
Акаѳистъ «Свѣтлой Обители странниковъ бездомныхъ»